# الجرف (المقابل)

تعديل مصدري - تعديل

الجرف محلة تابعة لقرية المقابل، التابعة لعزلة بني وائل بمديرية حزم العدين إحدى مديريات محافظة إب في الجمهورية اليمنية، بلغ تعداد سكانها 89 حسب تعداد اليمن لعام 2004.